# Ideograma

Ideogrames xinesos.

Un ideograma és una representació gràfica d'una idea que no sigui per mitjà de paraules, és una icona, imatge convencional o símbol, que representa un ésser, relació abstracta o idees, però no paraules o frases que els signifiquin, encara que en l'escriptura de certes llengües significa una paraula, un morfema, una frase determinada o idees completes, sense representar cadascuna de les seves síl·labes o fonemes.
Les escriptures íntegrament ideogràmiques diferents a les nostres, i és el més comú que els ideogrames es combinin amb un altre tipus de logogrames que no representen directament idees o conceptes. Les escriptures que fan servir alguns ideogrames, com la jeroglífica egípcia, la sumèria o la xinesa, ràpidament van començar a utilitzar aquest signe per a grups d'idees semànticament relacionades o per paraules amb un so similar, però per a les quals era més difícil crear un pictograma realista del concepte.
Aquests fets fan que moltes d'aquestes escriptures evolucionessin cap a principis de representació mixtos que deixaven de ser estrictament ideogràmics. Els ideogrames solen formar-se per la combinació de pictogrames, caràcters que indiquen una idea mitjançant la seva representació gràfica. Ambdós estan molt lligats històricament, encara que els ideogrames són posteriors.
En certes escriptures com la xinesa, la japonesa, en el seu moment la nàhuatl o la nsibidi, determinats símbols representen paraules o idees completes.
Per exemple, en l'escriptura xinesa, el pictograma 人 (pronunciat rén) significa persona, i és una representació deformada del perfil d'un home. Basant-se en això, l'ideograma 囚 (qiú) representa una persona dins d'un requadre, i significa "presoner". Altres exemples semblants són 木 (Mu), que significa arbre, ja que en representa la forma d'un, i 林 (lín) on es dibuixen dos arbres, la qual cosa s'interpreta en català com "bosc".